# Vuelo 324 de Air Serbia
El Vuelo 324 de Air Serbia, un Embraer E195 operado por Marathon Airlines y arrendado a Air Serbia, programado para realizar un vuelo internacional de pasajeros de Belgrado a Düsseldorf, se salió de la pista durante el despegue y posteriormente chocó contra múltiples estructuras terrestres antes de ascender y regresar al aeropuerto el 18 de febrero de 2024. Las 111 personas a bordo del avión resultaron ilesas. Posteriormente el avión fue dado de baja.

## Aeronave
La aeronave involucrada en el accidente era un Embraer E195 de 15 años de antigüedad, registrado como OY-GDC con número de serie del fabricante 19000204 y fue entregado por primera vez a Flybe Air en agosto de 2008. El avión está propulsado por dos motores General Electric CF34. 

## Accidente
El vuelo 324 debía despegar del Aeropuerto de Belgrado-Nikola Tesla para un vuelo de 2 horas y 10 minutos al Aeropuerto Internacional de Düsseldorf. Sin embargo, durante su recorrido de despegue, el avión repentinamente no logra despegar de la pista y chocó contra el Sistema de luces de aproximación del aeropuerto y destruyó gran parte del sistema de aterrizaje instrumental antes de finalmente despegar varios metros después. La aeronave sufrió graves daños en el fuselaje, la raíz del ala izquierda y el estabilizador izquierdo. El avión regresó al Aeropuerto de Belgrado-Nikola Tesla, en Serbia y aterrizó de forma segura. De los  111 pasajeros nadie salió herido.

## Investigación
Según el informe preliminar del Centro de Investigación de Accidentes de Transporte de Serbia (Serbia's Center for Investigation of Accidents in Transport (SCIAT)), no hubo problemas mecánicos ni con la aeronave ni con los motores. El informe indica que el control de tráfico aéreo instruyó a la tripulación a dirigirse a la intersección de la calle de rodaje D6 con la pista 30L para el despegue desde la pista 30L. Sin embargo, la tripulación salió en la intersección D5. El control de tráfico aéreo informó a la tripulación de esto y les informó que la longitud de pista disponible desde D5 era de 1.273 metros (4.177 pies). Luego, el control de tráfico aéreo preguntó si la tripulación quería retroceder hasta la intersección D6. La tripulación realizó cálculos e informó al control de tráfico aéreo que el avión podía despegar desde la posición D5. Posteriormente, la tripulación recibió autorización para despegar. Sin embargo, cuando el avión aceleró más de 100 nudos (185 km/h; 115 mph), la tripulación se dio cuenta de que la longitud de la pista era insuficiente para despegar. Sin embargo, la tripulación no abortó el despegue. Como resultado, al despegar el avión chocó contra las luces de aproximación a la pista 12R y las antenas del sistema de aterrizaje por instrumentos del Aeropuerto de Belgrado-Nikola Tesla.

## Secuelas

### Aerolínea
Como resultado del accidente, Air Serbia rescindió su acuerdo de arrendamiento de tripulación con Marathon Airlines el 21 de febrero y retiró toda su flota Embraer

### Aeronave
Después del incidente, la aeronave sufrió daños importantes y finalmente fue dado de baja. Posteriormente, se confirmó que la aeronave sería desguazada y reciclada para obtener repuestos para otras aeronaves. Esta es la tercera pérdida de casco de un Embraer E195 después de que un vuelo de Kalstar Aviation invadiera la pista de Kupang, Indonesia en diciembre de 2015, y otro vuelo de Nordic Aviation Capital se incendiara en el Aeropuerto Internacional Juan Santamaría en marzo de 2022.